# Jens-Michael Schröder
Jens-Michael Schröder (* 11. Dezember 1949) ist ein deutscher Biochemiker und ehemaliger Hochschullehrer.

## Leben
Schröder machte nach dem Abitur von 1968 bis 1970 eine Ausbildung zum Kriminalpolizeibeamten, begann dann aber 1970 ein Studium der Chemie an der Christian-Albrechts-Universität zu Kiel, das er 1976 abschloss. Nach Tätigkeiten als Assistent am dortigen Institut für organische Chemie und an der Universitäts-Hautklinik Kiel promovierte er 1980 in Organischer Chemie. Im Anschluss war er 1981–1994 als wissenschaftlicher Assistent an der Hautklinik tätig und habilitierte sich 1990 in experimenteller Dermatologie. 1994 wurde er zum Professor für Entzündungsbiochemie an der Kieler Universitäts-Hautklinik berufen. Dies blieb er bis 2015.
Am 24. November 2004 wurde er in der Sektion „Innere Medizin und Dermatologie“ unter der Matrikel-Nr. 7006 als Mitglied in die Deutsche Akademie der Naturforscher Leopoldina aufgenommen.

## Auszeichnungen
- 2025 Mitglied der Academia Europaea
- 2007 Schaudinn-Hoffmann-Medaille, Deutsche Dermatologische Gesellschaft (DDG)
- seit 2004 Mitglied der Nationalen Akademie der Wissenschaften Leopoldina
- 2001 Haut und Umwelt 2000-Preis, Deutsche Dermatologische Gesellschaft
- 1995 Paul Gerson Unna-Medaille, Deutsche Dermatologische Gesellschaft
- 1989 Herbert Herxheimer-Preis, Deutsche Gesellschaft für Allergologie und klinische Immunologie (DGAKI)
- 1986 Paul Gerson Unna-Medaille, Deutsche Dermatologische Gesellschaft

## Schriften (Auswahl)
- Isolierung, Strukturaufklärung und Synthese von Inhaltsstoffen aus Hagenia abyssinica, Kiel, Univ., Math.-Naturwiss. Fak., Diss., 1980.
- Untersuchungen zur Rolle neutrophiler Granulozyten und Neutrophile-aktivierender Polypeptide bei der Psoriasis, Kiel, Univ., Habil.-Schr., 1990.